# 8–12 Shore Street (Port Charlotte)

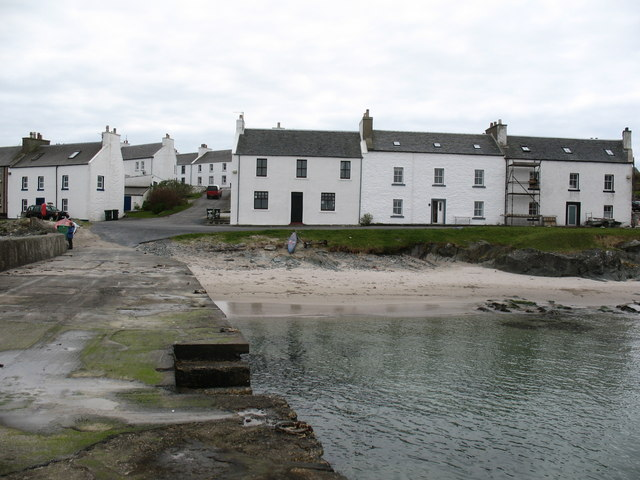
Port Charlotte vom Pier aus gesehen. Auf der rechten Seite sind die Häuser 8–10 Shore Street zu sehen.

Unter den Adresse 8–12 Shore Street befinden sich in der schottischen Stadt Port Charlotte auf der Hebrideninsel Islay fünf Wohngebäude. Die Häuser befinden sich an der Küstenstraße Shore Street im Stadtzentrum von Port Ellen nahe dem Fähranleger. 1971 wurden sie als Ensemble in die britischen Denkmallisten in der Kategorie B aufgenommen. Es finden sich auch Eintragungen unter den Hausnamen Johnson (Nr. 8), Mctaggart (Nr. 9), Toirre (Nr. 10) und Macione (Nr. 11).

## Beschreibung
Der exakte Bauzeitpunkt der Gebäude ist nicht bekannt, sodass nur das frühe 19. Jahrhundert als Zeitraum angegeben werden kann. Die in geschlossener Bauweise gebauten Wohnhäuser nehmen den Raum entlang der Shore Street nördlich der Einmündung der Pier Road gegenüber dem Pier bis hin zur Einmündung der Shore Street in die Main Street ein. Sie folgen dabei dem Abknick der Shore Street in nordwestlicher Richtung. Auf der gegenüberliegenden Straßenseite der Häuser Nr. 8–10 befindet sich die felsige Küste von Loch Indaal, an der Port Charlotte gelegen ist, sodass diese Seite unbebaut ist und die Gebäude von der Wasserseite aus frei sichtbar sind. Haus Nr. 10 bildet das Eckhaus, das westlich des Abknicks der Straße noch einen Torbogen besitzt, welcher auf den Hinterhof führt.
Mit Ausnahme des Eckhauses wurden alle Gebäude in traditioneller Bauweise auf länglichen Grundflächen errichtet. Die Häuser sind nicht baugleich, weisen jedoch trotzdem Gemeinsamkeiten auf. Mit Ausnahme der Häuser Nr. 8 und 12 befinden sich die Eingänge mittig an der Vorderfront und sind symmetrisch von fünf Fenster umgeben. Die genannten Häuser stimmen in der Anzahl der Fenster mit den vorigen überein, diese weisen jedoch keine symmetrische Anordnung auf. Obschon die Häuser verschiedene Giebelhöhen aufweisen, sind die allesamt zweistöckig gebaut und schließen mit schiefergedeckten Satteldächern ab. Sie sind aus Bruchstein gebaut und teilweise in der traditionellen Harling-Technik verputzt.